# Picross DS
Picross DS (ピクロスDS?, Pikurosu DS) è un videogioco rompicapo sviluppato da Jupiter e pubblicato dalla Nintendo per il Nintendo DS, console per videogiochi.
Esso è stato distribuito prima in Giappone e successivamente in Europa e Nord America.